# Random.org
Random.org — сайт, генерирующий истинно случайные числа на основе атмосферных шумов. Кроме генерации случайных чисел из указанного диапазона или при заданном распределении вероятности, сайт располагает бесплатными инструментами для симуляции таких событий, как бросок монетки, перемешивание карт или бросок кубика. Среди платных функций сайта — генерация длинных последовательностей случайных чисел и предоставление сервиса для лотерей, тотализаторов и акций.
Сайт был создан в 1998 году Мадсом Хааром, доктором и профессором компьютерных наук Тринити-колледжа в Дублине. Случайные числа генерируются с опорой на атмосферные шумы, захватываемые несколькими радиоприёмниками, настроенными на приём частот, на которых нет вещания; каждый приёмник генерирует 3000 случайных бит в секунду.
Первая версия генератора была написана Мадсом в 1997 году при разработке движка для азартных онлайн-игр. В дальнейшем разработка этого проекта была свёрнута, однако идея генератора понравилась Мадсу и он решил не забрасывать проект, сделав из него общедоступный сервис для генерации чисел. В то время уже были сервисы для генерации истинно случайных чисел, вроде HotBits и Lavarand, но ни один из них не работал с атмосферными шумами. В октябре 1998 открылся сайт с сервером в Тринити Колледже. В 2001 году сервис стал работать с двумя радиоприёмниками, в 2007 — с тремя, а в 2009 году произошла реструктуризация сервиса, превратившая его в географически распределённую систему с несколькими независимыми генераторами.